# Igor Lukšić
Igor Lukšić (n. 1976 em Bar, Iugoslávia) economista e político, foi primeiro-ministro de Montenegro de 29 de dezembro de 2010 a 4 de dezembro de 2012. Durante o seu mandato, foi o mais jovem chefe de governo no poder.